# Sidney Prescott
Sidney Prescott è un personaggio immaginario della saga cinematografica di Scream. È la protagonista, nonché final girl, di quasi tutti i film della serie ed è interpretata dall'attrice canadese Neve Campbell. Il suo antagonista è un serial killer mascherato, soprannominato "Ghostface".
In ogni film della serie, gli assassini che vestono i panni di Ghostface spesso uccidono diverse persone vicine a Sidney e la provocano, nel corso di conversazioni telefoniche, attraverso minacce e la conoscenza intima della sua vita privata, oltre che dell'omicidio di sua madre, arrivando in conclusione a un confronto finale con lei durante il quale essi rivelano la propria identità
Rappresentata come una giovane donna intraprendente e intelligente, nel corso della serie trova lentamente il modo di rafforzarsi, mentre prova a superare le minacce e gli omicidi attorno a sé.
Sidney è tra le Final girl più famose nella storia del cinema.

## Evoluzione nei film
Scream 
Il ragazzo di Sidney, Billy Loomis (Skeet Ulrich), ha ucciso la madre di Sidney con l'aiuto dell'amico Stu Macher (Matthew Lillard) perché è stata a letto con suo padre portando i suoi genitori al divorzio. Per completare la sua vendetta progetta l'omicidio di Sidney e dei suoi amici: Tatum, Randy, Casey e Steve. Come se non fosse abbastanza, Sid si vede perseguitata dalla giornalista Gale Weathers (Courteney Cox). Sidney e Randy riescono a salvarsi (ma Tatum, Steve, Casey, il Preside Himbry e il cameramen di Gale, Kenny, muoiono). Alla fine, aiutata dal fratello di Tatum, il vice sceriffo Linus Riley (David Arquette), Gale e Randy, Sidney uccide i due killer.
 Scream 2 
Nel secondo film l'assassino è la madre di Billy, Nancy (Laurie Metcalf) spinta dal desiderio di vendicare la morte del figlio per mano di Sidney. Per compiere i delitti si serviva di Mickey (Timothy Olyphant), un amico di Sidney emotivamente fragile, che non ha avuto difficoltà a convincere. Anche in questo capitolo della saga Sidney riesce ad uccidere i due assassini dopo che hanno ucciso il suo nuovo fidanzato, la sua nuova amica Hallie, Randy, Cici e le sue guardie del corpo, con l'aiuto del vicesceriffo Linus (David Arquette), di Gale Weathers (Courteney Cox) e Cotton Weary (Liev Schreiber).
 Scream 3 
Nell'ultimo film della trilogia l'assassino è il fratellastro di Sidney, Roman Bridger (Scott Foley). Si scopre che fu egli stesso a manipolare gli eventi sin dal primo film, spingendo Billy Loomis a diventare Ghostface dopo avergli svelato il tradimento del padre. Dopo aver ucciso Cotton e Christine, Roman uccide anche i membri del cast di Squartati: Jennifer, Angelina, Tyson, Sarah e Tom, la guardia del corpo di Jennifer e il regista Milton. Successivamente Roman viene ucciso da Linus in seguito ad uno sparo alla testa, con l'aiuto di Sid, di Gale e dell'agente Kincaid.
 Scream 4 
Dopo oltre dieci anni dagli omicidi avvenuti a Woodsboro, California, Sidney Prescott (Neve Campbell) è diventata un'autrice di manuali di auto-aiuto e per pubblicizzare il suo ultimo libro scritto compie un tour promozionale, la cui ultima tappa la riporta alla città natale Woodsboro. Qui ritrova lo sceriffo Linus Riley (David Arquette) e Gale Weathers (Courteney Cox), ora sposati, e riallaccia i rapporti con la zia Kate Roberts (Mary McDonnell) e la giovane cugina Jill (Emma Roberts), che frequenta il liceo locale. Con il ritorno di Sidney, tornano a Woodsboro anche gli efferati omicidi di Ghostface, che dopo oltre un decennio sconvolgono nuovamente la tranquilla cittadina californiana prendendo di mira gli amici di Jill: Kirby (Hayden Panettiere) (non muore), Olivia (Marielle Jaffe), Trevor (Nico Tortorella), Charlie (Rory Culkin) e Robbie (Erik Knudsen), Il killer prende di mira anche le persone a cui vuole bene Sid, cioè Linus (non muore) e la sua collega Judi (Marley Shelton) (non muore), Gale (non muore), la sua agente: Rebecca (Alison Brie), sua zia e mamma di Jill: Kate, e sua cugina Jill. Alla fine i killer si rivelano essere Jill, spinta da un complesso di inferiorità verso la cugina, e Charlie. Nonostante Jill la pugnali, lei sopravvive e la uccide, sconfiggendo nuovamente la sua nemesi.
 Scream 5 
Dopo 26 anni dai primi omicidi di Woodsboro e 11 anni dall'ultima strage, Sidney si è rifatta una vita lontano dalla cittadina, si è sposata con Mark Evans e ha avuto due figlie. Tuttavia, un nuovo assassino mascherato prende nuovamente di mira Woodsboro questa volta ad essere presa di mira è Sam Carpenter, figlia illegittima di Billy Loomis. Inizialmente restia a tornare nella sua città natale, dopo la brutale uccisione di Linus, la donna decide di tornare e di allearsi con Gale e Sam per uccidere il maniaco e vendicare il suo amico. 
Alla fine si scoprirá che gli assassini sono Amber, la migliore amica della sorella di Sam e il fidanzato di quest'ultima, Richie. Una volta sconfitti gli assassini, Sidney deciderà di non combattere più Ghostface tanto che nel sesto film si nasconderà mettendo al sicuro se stessa e la sua famiglia.
 Scream VI 
Poco dopo l'inizio degli omicidi di Ghostface a New York, Samantha e Tara incontrarono Gale. Gale ha spiegato loro che Sidney, Mark e i loro figli erano andati in un posto sicuro, con Gale e Samantha che erano d'accordo sul fatto che Sidney merita di essere felice. Successivamente, quando gli ultimi obiettivi di Ghostface scoprirono il "Santuario di Ghostface", i disegni di Sidney furono inclusi nella raccolta di oggetti trovati all'interno.
Scream 7
Sidney sarà la protagonista insieme alla sua famiglia, una nuova preda per Ghostface.

## Interpreti
Furono candidate per il ruolo da protagonista, prima dell'assegnazione a Neve Campbell, Reese Witherspoon e Drew Barrymore. Entrambe rifiutarono la parte ma Drew decise di interpretare Casey Backer (la seconda vittima del killer)  per dare imprevedibilità al film.

## Accoglienza
Esprimendosi sul personaggio da lei interpretato, Neve Campbell ne parlò positivamente affermando che lei lo «adorava» e che «She's a fantastic character for any kind of movie». Nel 1997, il ruolo in Scream valse a Campbell il Saturn Award per la miglior attrice e la nomination al MTV Movie Award for Best Actor in a Movie. L'anno successivo, vinse il premio per la Best Female Performance, sempre collegato agli MTV Movie Award, per l'interpretazione in Scream 2 e ottenne una nomination al Saturn Award per la miglior attrice, perdendo però il confronto con Jodie Foster in Contact. Campbell ottenne inoltre una nomination al MTV Best Female Performance nel 2000 per Scream 3, perdendo il confronto con Sarah Michelle Gellar in Cruel Intentions.
John Kenneth Muir, l'autore di Wes Craven: The Art of Horror, ha elogiato lo sviluppo del personaggio di Sidney Prescott in Scream 3, definendola «beloved».